# Artemisia Gentileschi
Artemisia Lomi Gentileschi (Roma, 8 de juliol de 1593 – Nàpols, vers el 1654), Artemisia, va ser una pintora caravaggista italiana. Va viure en la primera meitat del segle xvii. Agostino Tassi va ser el seu mestre de dibuix. El seu pare, seguidor del naturalisme tenebrista de Caravaggio, li va cedir en herència el seu taller, li va poder influir donant una forta accentuació dramàtica, presa de les obres de Caravaggio i carregada d'efectes teatrals; aquest element estilístic va contribuir a la difusió del caravaggisme a Nàpols, ciutat a la qual es va traslladar el 1630.
Artemisia era la seva pròpia agent i administradora de la seva obra, en la qual predominen les dones-símbol, com per exemple Lucrècia, Betsabé, Judith o Cleòpatra, enfocades des d'un punt de vista femení. Per exemple, al seu quadre Susanna i els vells, un nu que va pintar als setze anys, no escull com era habitual el moment del bany de Susanna, sinó l'instant en què marxa, espantada per les mirades luxurioses dels vells. Un altre exemple és la seva Judith en Judit i Holofernes, ni jove, ni vulnerable i feble, sinó una dona forta de mitjana edat concentrada i que sap el que fa, i que a més és ajudada per una serventa còmplice. El seu recorregut personal va tenir una gran influència en la seva producció. Va optar per temes que ja pintaven Caravaggio, Rembrandt i Rubens.

## Biografia

### Començaments a Roma

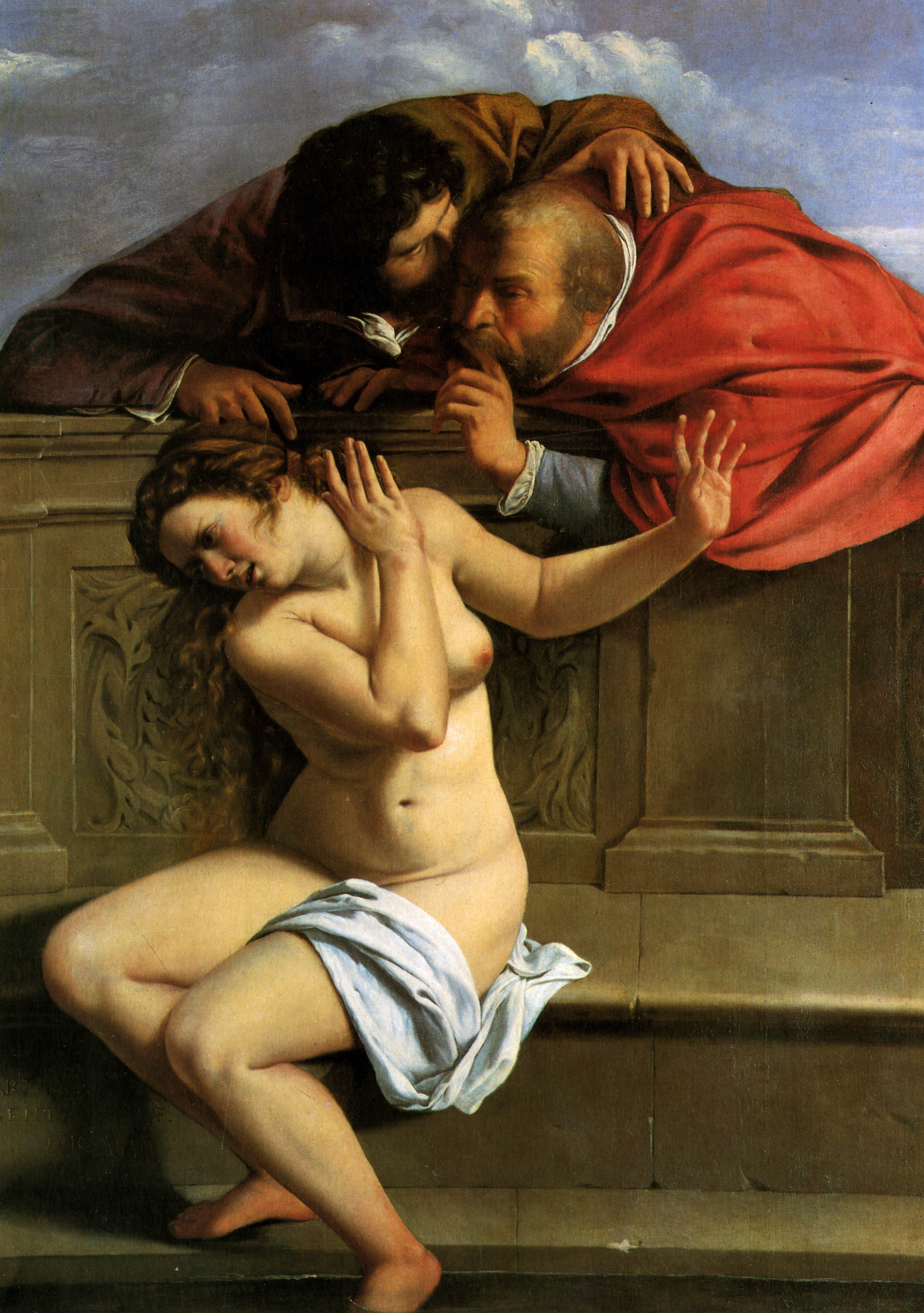
Susanna i els ancians, Col·lecció Schönborn, Pommersfelden.

Artemisia Gentileschi va néixer a Roma el 8 de juliol del 1593. Fou la filla gran del pintor Orazio Gentileschi, un dels grans representants de l'escola romana de Caravaggio. Artemisia va ser introduïda en la pintura al taller del seu pare, mostrant més talent que els seus germans, que van treballar al seu costat. Va aprendre dibuix, com empastar els colors i com donar brillantor als quadres. Atès que l'estil del seu pare, en aquells temps, es remetia explícitament a l'art de Caravaggio (amb el qual Orazio tenia relacions de familiaritat), també els primers passos artístics d'Artemisia es van situar, per motius diversos, cap al desvetllament del gran pintor llombard. Tanmateix, la seva aproximació als temes era diferent de la del seu pare.
Als disset anys, va signar la seva primera obra (encara que molts sospitessin llavors que va rebre l'ajuda del seu pare): Susanna e i Vecchioni (Susanna i els vells, 1610, col·lecció Schönborn en Pommersfelden). El quadre mostra com Artemisia havia assimilat el realisme de Caravaggio sense romandre indiferent al llenguatge de l'escola de Bolonya, que va tenir Annibale Carracci entre els seus millors artistes. Als dinou anys, atès que l'accés a l'ensenyament de les acadèmies professionals de Belles Arts era exclusivament masculí i, per tant, li estava prohibit, el seu pare li va donar un preceptor privat, Agostino Tassi. Amb ell treballava en aquell temps Orazio, en la decoració de les voltes del Casino della Rose dins del Palau Pallavicini Rospigliosi, a Roma.
El seu mestre de dibuix, Tassi, la va violar quan ella tenia divuit anys, l'any 1612, i el tribunal va decidir torturar-la a ella per verificar el seu testimoni. Al principi, ell va prometre salvar la seva reputació casant-se amb ella, però més tard va renegar de la seva promesa, car ja estava casat, i Orazio el va denunciar davant el tribunal papal. La instrucció, que va durar set mesos, va permetre descobrir que Tassi havia planejat assassinar la seva esposa, havia comès incest amb la seva cunyada i havia volgut robar certes pintures d'Orazio Gentileschi.
Del procés que va seguir, es conserva documentació exhaustiva, que impressiona per la cruesa del relat d'Artemisia i pels mètodes inquisidors del tribunal. Artemisia va ser sotmesa a un humiliant examen ginecològic i torturada usant un instrument que estrenyia progressivament cordes al voltant dels dits (una tortura particularment cruel per a un pintor). D'aquesta manera, es pretenia verificar la veracitat de les seves acusacions, car es creia que si una persona diu el mateix sota tortura que sense aquesta, la història ha de ser certa. Tassi va ser condemnat a un any de presó i a l'exili dels Estats Pontificis. Les actes del procés han influït en la lectura en clau feminista, donada a la segona meitat del segle xx, a la figura d'Artemisia Gentileschi.
Aquest és el testimoni d'Artemisia en el procés, segons els documents de l'època:
| « | Va tancar l'habitació amb clau i, una vegada tancada, em va llançar sobre un costat del llit posant-me una mà al pit, em va ficar un genoll entre les cuixes perquè no pogués tancar-les, i alçant-me les robes, que li va costar molt fer-ho, em va ficar una mà amb un mocador a la gola i boca perquè no pogués cridar i, havent fet això, va ficar els dos genolls entre les meves cames i apuntant amb el seu membre a la meva naturalesa va començar a empènyer i el va ficar a dins. I li vaig esgarrapar la cara i li vaig estiregassar els cabells i abans que posés dintre meu el membre, li hi vaig agafar i li vaig arrancar un tros de carn. | » |
| — Eva Menzio (editora), Artemisia Gentileschi, Lettere precedute da Atti di un processo di stupro, Milán, 2004. | |   |

La pintura Giuditta che decapita Oloferne (Judit i Holofernes) (1612-1613), que s'exhibeix a la Galleria degli Uffizi de Florència, impressiona per la violència de l'escena que representa, i ha estat interpretada en clau psicològica i psicoanalítica, com un desig de venjança respecte a la violència que ella havia sofert ja es pinta a ella mateixa i a una de les seves amigues degollant a Tassi, l'home que l'havia violat. Un mes després del judici, Artemisia es va casar, en un matrimoni concertat pel seu pare, amb un pintor florentí, Pierantonio Stiattesi (o Pietro Antonio Stiattesi), un modest artista, que va servir per restituir a Artemisia, violada, enganyada i denigrada per Tassi, un estatus de suficient honorabilitat.
Aquesta experiència va influir de gran manera en l'obra d'Artemisa, ja que gairebé a totes les seves pintures les protagonistes eren dones que eren assetjades per homes o que, com en el cas de Judit i Holofernes, buscaven la venjança envers un home en concret.
D'aquests començaments romans data també la Madonna col Bambino (Verge amb nen) de la Galeria Spada a Roma.

### Període florentí (1614-1620)

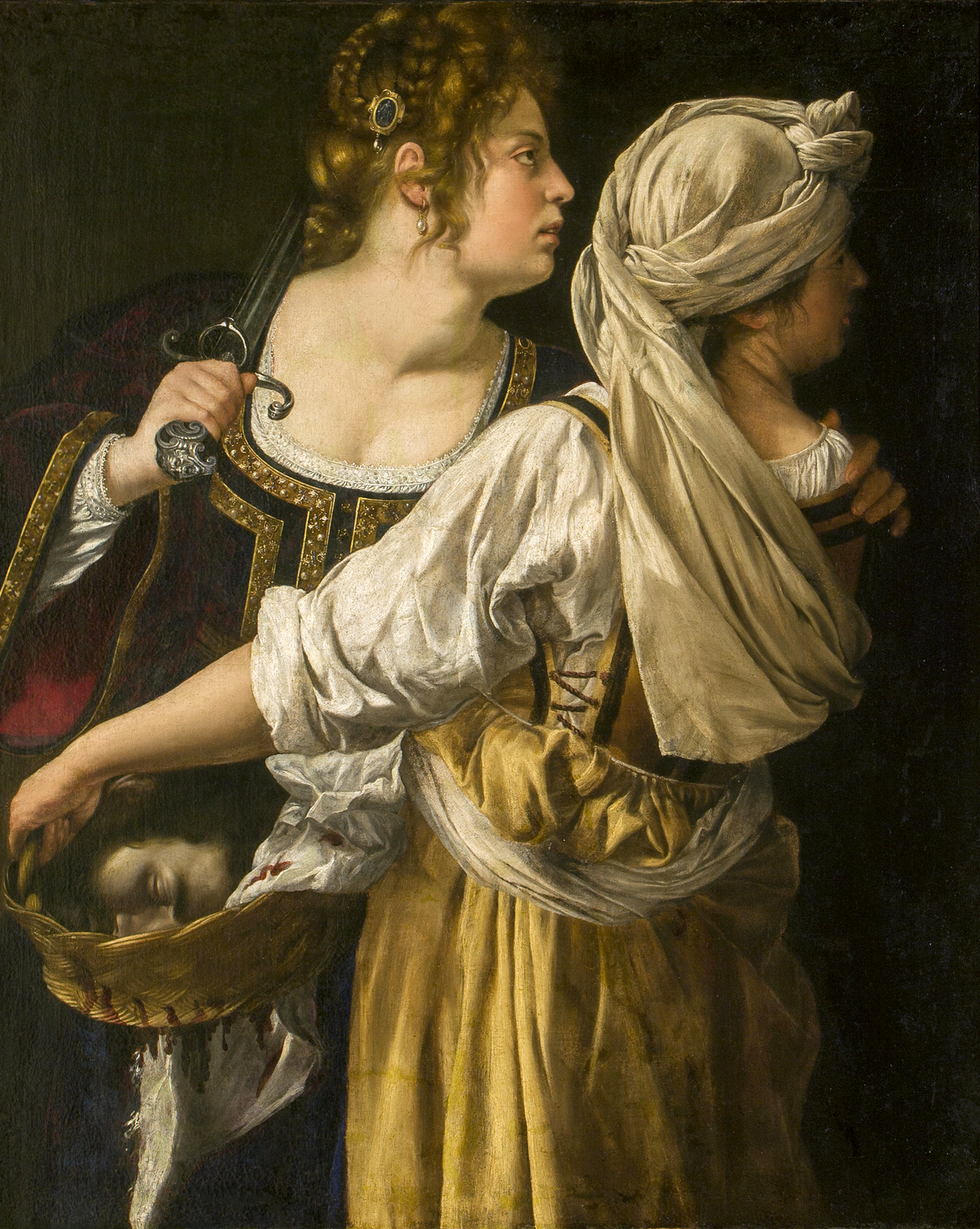
Judit i la seva cambrera. Palau Pitti. Florència

Artemisia i el seu marit es van instal·lar a Florència l'any 1614. Artemisia va gaudir d'un gran èxit. Va ser la primera dona a ingressar a l'Accademia del Disegno (Acadèmia del Dibuix) de Florència. Es va convertir en una reeixida pintora de cort. Va mantenir bones relacions amb els artistes més respectats del seu temps, com Cristofano Allori, i va ser capaç de conquistar els favors i la protecció de persones influents, començant pel gran duc Cosme II de Mèdici i especialment de la gran duquessa Cristina. Va tenir una bona relació amb Galileo Galilei, amb qui es va mantenir en contacte epistolar durant llarg temps, molt més enllà del seu període florentí.
Entre els seus admiradors, té un lloc d'especial importància Buonarroti el Jove (nebot del gran Miquel Àngel): obstinat a construir la Casa Buonarroti per celebrar la memòria del seu il·lustre antecessor, va encarregar a Artemisia l'execució d'una tela destinada a decorar el sostre de la galeria de pintures.
La pintura en qüestió representa una Allegoria dell'Inclinazione (això és, una al·legoria del «talent natural»), representada en forma d'una dona jove nua que sosté una brúixola. Es creu que l'atractiva figura femenina tenia els trets de la mateixa Artemisia, que (com sostenien les informacions mundanes de l'època) va ser una dona d'extraordinari atractiu.
En efecte, se sol entendre que, dins les teles d'Artemisia, els trets facials de les belles i enèrgiques heroïnes que apareixen tenen una semblança al rostre que apareix als seus retrats o autoretrats: sovint, el que li encarregava quadres havia de desitjar tenir una imatge que li recordés visualment l'autora, la fama de la qual anava creixent. El seu èxit i la fascinació que emanava de la seva figura, van alimentar, al llarg de tota la seva existència, rumors sobre la seva vida privada.

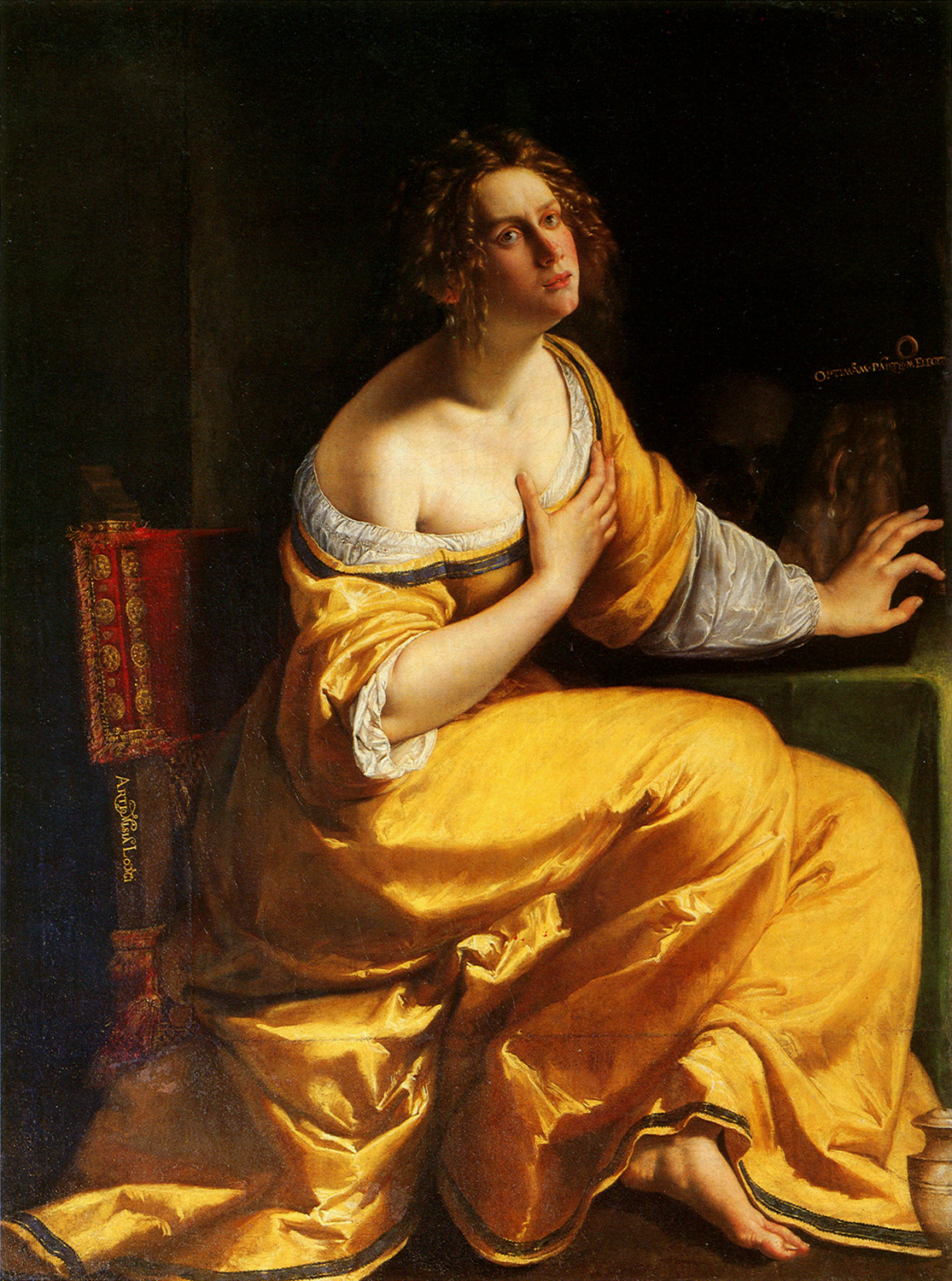
La conversió de la Magdalena, Palau Pitti.

S'ha considerat que, durant aquest període florentí, Artemisia va pintar també La Conversione della Maddalena (La conversió de la Magdalena), i Giuditta con la sua ancella (Judit i la seva cambrera), avui al Palau Pitti. Artemisia va pintar una segona versió de Giuditta che decapita Oloferne (Judit i Holofernes), més gran que la versió de Nàpols i que avui es troba a la galeria dels Uffizi a Florència. Aquesta Judit i Holofernes o Degollació d'Holofernes és considerada la seva obra mestra. Ella posa els seus mateixos trets al rostre de Judit, atribuint a Holofernes els de Tassi. La foscor i violència gràfica d'aquesta obra, la fredor amb què Judit decapita Holofernes, s'atribueixen a la seva violació i al procés humiliant que la va seguir.
Mentre va estar a Florència, Artemisia i Pierantonio van tenir quatre fills i una filla. Tanmateix, només la filla, Prudenzia, va arribar a l'edat adulta. Malgrat el seu èxit, a causa d'un excés de despeses seves i del seu marit, el període florentí va estar ple de problemes amb els creditors i amb el seu espòs, per la qual cosa és raonable suposar que va ser això el que va motivar el seu retorn a Roma, que va realitzar de manera definitiva l'any 1621. Amb ella va dur la seva filla Prudenzia, amb la qual més tard es va traslladar a Nàpols. Després de la mort de la seva mare, la vida d'aquesta filla cau en la foscor i roman desconeguda.

## Roma i Venècia (1621-1630)

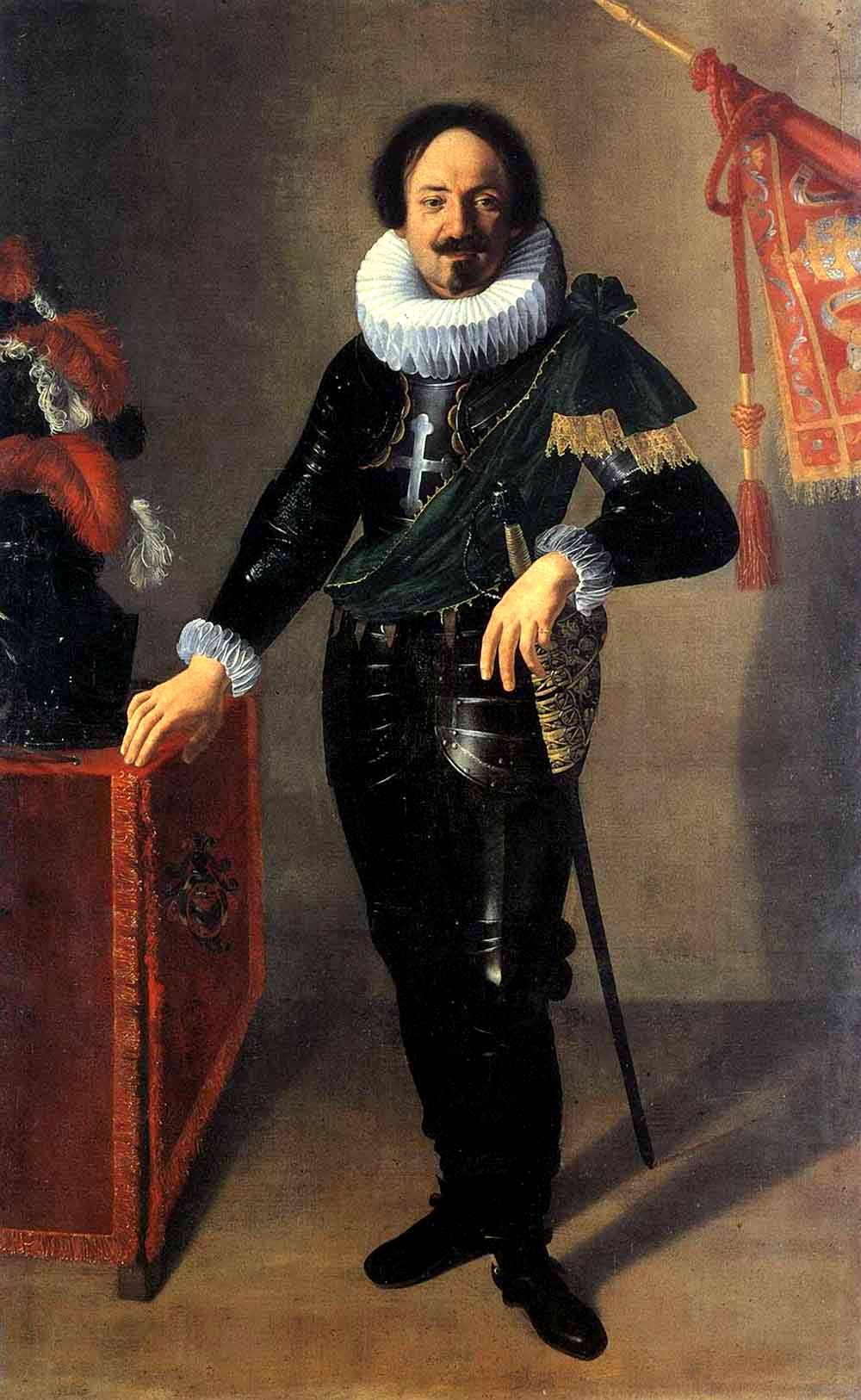
Retrat d'un gonfaloniere, Palau d'Accursio, Bolonya.

Aquest mateix any que, separada del seu marit, Artemisia va arribar a Roma, el seu pare Orazio va deixar la ciutat i es va traslladar a Gènova. Alguns creuen que Artemisia va seguir el seu pare a la capital lígur (fins i tot per explicar la persistència d'una afinitat d'estils que, encara avui, dificulta determinar quin dels dos va pintar certes obres); però no hi ha prou proves referents a això. La major part dels indicis recolzen la idea que Artemisia va romandre a Roma, com a dona independent, intentant trobar una casa i criar les seves filles. A més de Prudenzia, va tenir una altra filla natural, probablement nascuda el 1627.
L'estil de Caravaggio, encara que el mestre duia mort més d'una dècada, era encara molt influent a la Roma de l'època i va convertir molts pintors en seguidors seus (anomenats Caravaggisti), com el pare d'Artemisia, Carlo Saraceni (que va tornar a Venècia en 1620), Bartolomeo Manfredi, i Simon Vouet. Tanmateix, els estils pictòrics a Roma a començaments del segle xvii eren diversos: hi coexistia la tendència més clàssica, seguida pels deixebles bolonyesos d'Annibale Carracci, amb les aventures barroques de Pietro da Cortona.
Artemisia va demostrar tenir la sensibilitat justa per a prendre les novetats artístiques i la determinació necessària per a viure com a protagonista aquesta extraordinària estada artística de Roma, meta obligada d'artistes de tot Europa. Artemisia va entrar a formar part de l'Accademia dei Desiosi. Amb aquest motiu, va ser celebrada amb un retrat gravat que, en la dedicatòria, la qualifica de «Pincturare miraculum invidendum facilius quam imitandum». D'aquesta mateixa època, data la seva amistat amb Cassiano dal Pozzo, un humanista, col·leccionista i gran mentor de les belles arts.
Malgrat la seva reputació artística, la seva forta personalitat i la xarxa de bones relacions, Roma no va ser tan lucrativa com ella esperava. S'apreciava el seu art en els retrats i la seva habilitat per a posar en escena les heroïnes bíbliques, però li estaven vedats els rics encàrrecs de cicles de frescs i dels grans retaules. L'absència de suficient documentació fa difícil seguir els moviments d'Artemisia en aquest període. És segur que, entre el 1627 i el 1630, es va traslladar a Venècia, potser a la recerca d'encàrrecs més lucratius: ho documenten els homenatges que va rebre dels lletrats de la ciutat de la llacuna, que van lloar la qualitat de la pintora.
Encara que de vegades és difícil datar les seves pintures, i és sovint motiu de divergència entre els crítics d'art, és versemblant assignar-li en aquests anys el Ritratto di gonfaloniere (Retrat d'un gonfaloniere), avui a Bolonya (únic exemple fins ara de la seva cèlebre habilitat com a retratista); la Giuditta con la sua ancella (Judit i la seva cambrera), avui al Detroit Institute of Arts (que reflecteix el domini de la pintora dels efectes de clarobscur de la llum d'una espelma, per les quals van ser famosos en Roma pintors com Gerrit van Honthorst, Trophime Bigot, i molts d'altres); la seva Venere Dormiente (Venus dorment), i el seu Ester ed Assuero (Ester i Assuer), situat al Metropolitan Museum of Art a Nova York, que testimonia la seva assimilació de les lliçons del luminisme venecià.

### Nàpols i el període anglès (1630-1653)

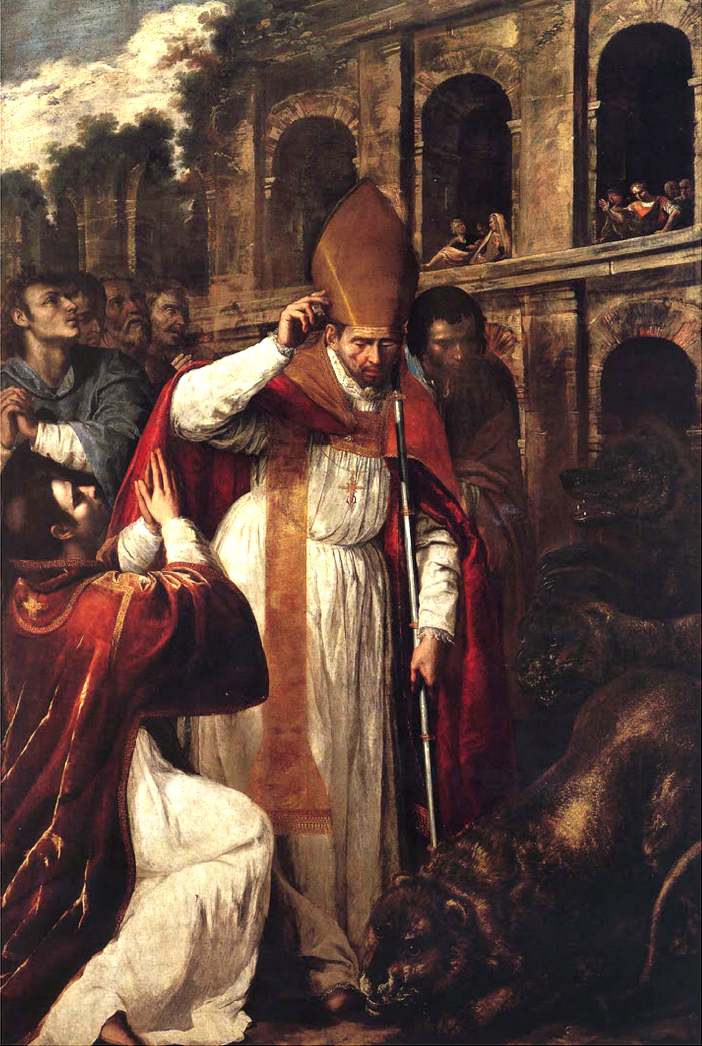
Martiri de Sant Gener a Pozzuoli.

El 1630, Artemisia es va traslladar a Nàpols, una ciutat rica en tallers i amants d'art, a la recerca de noves i més lucratives oportunitats laborals. Molts altres artistes, inclosos Caravaggio, Annibale Carracci o Simon Vouet havien estat a Nàpols en algun moment de les seves vides, i en aquella època, Josep de Ribera, Massimo Stanzione, i Domenichino hi treballaven i, més tard, Giovanni Lanfranco i molts d'altres acudirien a aquesta ciutat. El debut napolità d'Artemisia està representat per l'Anunciació al Museu de Capodimonte. Va romandre a Nàpols durant la resta de la seva carrera, amb l'excepció de la seva breu estada a Londres i algun altre viatge. Nàpols va representar per a Artemisia una segona pàtria on ocupar-se de la seva família (ambdues filles es van casar a Nàpols, amb dot propi). Va rebre moltes proves de la gran estima que se li tenia, i va tenir bones relacions amb el virrei, el duc d'Alcalá. Va tenir relacions d'intercanvi amb els millors artistes que es trobaven a Nàpols, començant per Massimo Stanzione, amb qui, segons l'escriptor del segle xviii, Bernardo de Dominici, va començar una col·laboració artística basada en una autèntica amistat i semblances artístiques.
A Nàpols, per primera vegada, Artemisia va començar a treballar en quadres per a una catedral, dedicats a San Gennaro nell'amfiteatro di Pozzuoli, a Pozzuoli. Durant el seu primer període napolità, va pintar Nascita di Sant Giovanni Battista (Naixement de sant Joan Baptista), que es conserva al Museu del Prado de Madrid, i Corisca e il satiro, en una col·lecció privada. En aquestes pintures, Artemisia demostra novament la seva capacitat de renovar-se segons els gustos artístics del seu temps i d'emprar diferents temes, en lloc dels usuals Judit, Susanna, Betsabé, i Magdalena penitent, pels quals ja era coneguda.
El 1638, Artemisia es va reunir amb el seu pare a Londres, a la cort de Carles I d'Anglaterra, on Orazio es va convertir en pintor cortesà i va rebre l'important encàrrec de decorar un sostre, Allegoria del Trionfo della pace e delle Arti (Triomf de la pau i de les arts) a la Casa delle Delizie de la reina Enriqueta de França, a Greenwich. El pare i la filla estaven una vegada més treballant junts, encara que ajudar el seu pare probablement no era la seva única raó per a viatjar a Londres: Carles I l'havia cridada a la seva cort, i no era possible rebutjar-lo. Aquest rei era un col·leccionista fanàtic, disposat a arruïnar les finances públiques per satisfer els seus desitjos artístics. La fama d'Artemisia, probablement, l'intrigava, i no és una coincidència que la seva col·lecció inclogués un quadre molt suggeridor, l'Autoritratto in veste di Pittura («Autoretrat com l'Al·legoria de la Pintura»).
Orazio va morir sobtadament, cuidat per la seva filla, l'any 1639. Artemisia va haver de complir els seus propis encàrrecs després de la mort del seu pare, encara que no hi ha obres que puguin assignar-se amb certesa a aquest període. Se sap que Artemisia ja havia abandonat Anglaterra el 1642, quan es produïen les primeres escaramusses de la Guerra civil anglesa.

### Segon període napolità
No se sap gaire dels seus moviments posteriors. Es creu que va marxar definitivament a Nàpols l'any 1642, on va passar la resta de la seva vida. Els historiadors saben que el 1649 estava de nou a la ciutat partenopea, en correspondència amb Don Antonio Ruffo de Sicília, que es va convertir en el seu mentor i bon cometent durant el seu segon període napolità. L'última carta coneguda al seu mentor data de 1650 i deixa clar que ella estava encara plenament en actiu.
Es va pensar que Artemisia havia mort l'any 1653. Proves recents, no obstant això, mostren que encara acceptava encàrrecs el 1654, encara que depenia cada vegada més del seu assistent, Onofrio Palumbo. Per tant, pot especular-se amb la seva mort durant la devastadora plaga que va assolar Nàpols el 1656 i pràcticament va escombrar tota una generació d'artistes napolitans.
Algunes obres d'aquest període són Susanna e i vecchioni (Susanna i els vells), avui a Brno i Madonna e Bambino con rosario (Verge amb el Nen i un rosari), avui a El Escorial.
La seva tomba es trobava a l'església de Sant Joan dels Florentins de Nàpols, que va ser destruïda després de la Segona Guerra Mundial. A la seva làpida, estava escrit HEIC ARTEMISIA.
Després de la seva mort va ser pràcticament oblidada.

## Anàlisi de la seva obra
Artemisia Gentileschi és considerada un dels primers pintors barrocs, dels més complets de la seva generació, imposant-se pel seu art en una època en la qual les dones pintores no eren acceptades fàcilment. Va pintar quadres històrics i religiosos en un moment en què aquests temes heroics eren considerats inadequats per a l'esperit femení.
Va retocar i va modificar obres del seu pare, dotant-les d'un realisme que abans no tenien. Els va afegir una atmosfera dramàtica, accentuant-ne el clarobscur a la manera de Caravaggio, contribuint així que aquest estil madurés. Representa així un caravaggisme violent.
Un assaig de 1916 de Roberto Longhi, mestre de la crítica italiana, titulat Gentileschi padre e figlia (Gentileschi pare i filla), va tenir el mèrit de cridar l'atenció de la crítica sobre l'alçària artística d'Artemisia Gentileschi en l'àmbit dels caravaggistes de la primera meitat del segle xvii.
Longhi emet, en tractar sobre Artemisia, en un to involuntàriament misogin, el judici següent: «l'única dona a Itàlia que alguna vegada va saber una mica sobre pintura, colorit, empastament i d'altres».

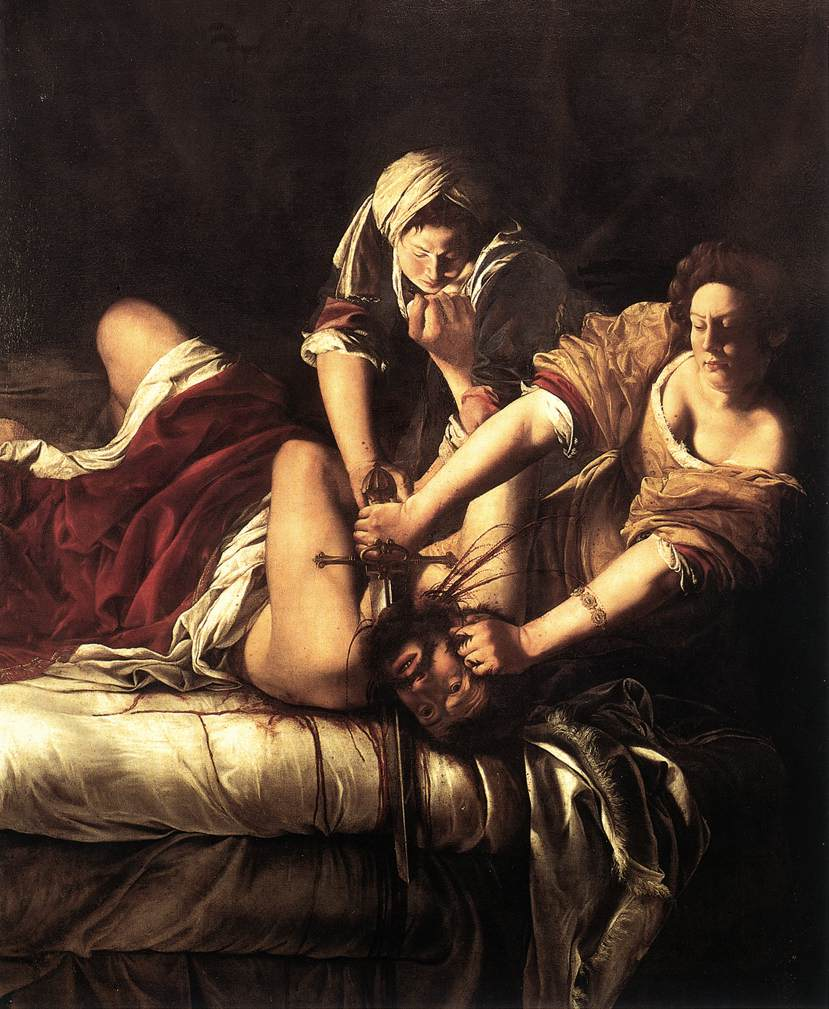
Judit i Holofernes. Galleria degli Uffizi, Florència.

En l'anàlisi efectuada del quadre més cèlebre d'Artemisia, el Degollament d'Holofernes dels Uffizi, Longhi va escriure: 
| « | Qui pensaria, de fet, que sobre un llenç estudiat de candor i ombres valuoses, dignes d'un Vermeer, d'una grandesa natural, pogués tenir-hi lloc una matança tan brutal i sagnant?[…] però -és lògic dir-ho - aquesta és una dona terrible! Una dona va pintar tot això? | » |

I afegia:
| «                                                   | … No hi ha res sàdic aquí; en lloc d'això, el que més impressiona és la impassibilitat de la pintora, que va ser fins i tot capaç d'adonar-se de com la sang, en regalimar violentament, podia decorar amb dues línies de gotes al vol la zona central! Increïble, us dic! I també, per favor, donin a la Sra. Schiattesi (el nom de casada d'Artemisia) l'oportunitat de triar el puny de l'espasa! Al final, ¿no creuen que l'únic propòsit de Judit és apartar-se tot el possible per evitar que la sang pugui tacar el seu nou vestit de seda groga? Pensem, de totes maneres, que aquest és un vestit de Casa Gentileschi, el guarda-roba més refinat de l'Europa del segle xvii, després de Van Dyck. | » |
| — Roberto Longhi, Gentileschi padre e figlia, 1916. | |   |

L'anàlisi de la pintura subratlla, de manera exemplar, el que significava saber «de pintura, i de color i d'empastament»: s'evoquen els colors cridaners de la paleta d'Artemisia, la luminescència de seda dels vestits (amb aquest groc inconfusible de l'autora), l'atenció perfeccionista per a la realitat de les joies i de les armes. L'interès per la figura artística d'Artemisia, que va romandre inexplicablement feble a pesar de la lectura donada per Longhi, va rebre un fort impuls gràcies als estudis en clau feminista, que van subratllar eficaçment el seu sofriment per la violació i posterior maltractament, cosa que determinaria la força expressiva que assumeix el seu llenguatge pictòric quan el subjecte representat eren les seves heroïnes bíbliques, que sempre semblen voler manifestar la seva rebel·lió contra les condicions a les quals els condemnava el seu sexe.

En un article del catàleg de l'exposició «Orazio e Artemisia Gentileschi» que va tenir lloc a Roma l'any 2001 (i després a Nova York), al Metropolitan Museum of Art, l'any 2002, Judith W. Mann se'n distancia, mostrant els límits d'una lectura en clau estretament feminista:
| « | Tal opinió pressuposa que tot el potencial creatiu d'Artemisia és només sobre dones fortes i capacitades, fins al punt que sembla impossible imaginar-la ocupada en imatges religioses convencionals, com una Mare de Déu amb Nen o una verge que acull submisament l'Anunciació; i a més es diu que l'artista va refusar modificar la seva interpretació personal d'aquests temes per acomodar-se a les preferències dels clients, bàsicament homes. L'estereotip causa un doble efecte restrictiu: indueix els crítics a dubtar de l'atribució d'aquelles pintures que no es corresponen amb el model preestablert, i a atribuir un valor inferior a aquells quadres que no compleixen amb el clixé. | » |

La crítica més recent, començant per la difícil reconstrucció del catàleg total dels Gentileschi, intenta donar una lectura menys restrictiva de la carrera d'Artemisia, situant-la més apropiadament en el context dels diferents ambients artístics en els quals la pintora va participar activament. Una lectura semblant restableix Artemisia com una artista que va lluitar amb determinació, usant l'arma de la seva personalitat i de les seves qualitats artístiques, contra els prejudicis expressats en contra de les dones pintores; va aconseguir ingressar productivament en el cercle dels pintors més respectats de la seva època, assolint una gamma de gèneres pictòrics que va ser probablement més àmplia i variada del que indiquin avui les teles atribuïdes a Artemisia.

## Artemisia i les pintores contemporànies
Per a una dona, al començament del segle xvii, ser pintora com Artemisia era una elecció difícil, però no excepcional. Abans d'Artemisia, a la fi del segle xvi i començaments del xvii, altres pintores van tenir carreres reeixides. Poden esmentar-se:
- Sofonisba Anguissola (Cremona, al voltant del 1530 - Palerm, al voltant de 1625), va anar a Espanya cridada pel rei Felip II.
- Lavinia Fontana (Bolonya, 1552 - Roma 1614) va marxar a Roma per invitació del papa Climent VIII.
- Fede Galizia (Milà o Trento, 1578 - Milà, 1630) va pintar natures mortes i una Judit amb el cap d'Holofernes.

Altres pintores van començar la seva carrera mentre Artemisia encara vivia. Jutjades pels seus mèrits artístics, pot qüestionar-se l'afirmació de Longhi que Artemisia va ser «l'única dona a Itàlia que va saber una mica sobre pintura». No hi ha dubte, tanmateix, que Artemisia continua sent una de les més considerades artistes femenines, i finalment ha ocupat el seu lloc entre els grans artistes del període barroc.

## Repercussió en altres àmbits
Hi ha encara, sigui en l'art d'Artemisia, sigui en la seva biografia, quelcom que la fa especialment fascinant i que desperta l'interès d'alguns escriptors i, no per casualitat, d'algunes escriptores.
La primera escriptora que va decidir compondre una novel·la entorn de la figura de Artemisia va ser Anna Banti, la dona de Roberto Longhi. El seu primer esborrany del text, en forma manuscrita, data del 1944, però es va perdre en el transcurs de les vicissituds bèl·liques. La decisió de tornar al llibre, titulat Artemisia, escrivint-lo de manera diferent, la va prendre tres anys més tard. Anna Banti, en la seva nova novel·la, dialoga amb la pintora, en forma d'un «diari obert», en el qual cerca (en paral·lel al relat de l'adolescència i maduresa de Artemisia) explicar-se a si mateixa la fascinació que hi sent, i la necessitat que hagué de sentir de dialogar, de dona a dona, sobre les límpides, encara que apassionades, consideracions artístiques de les quals tantes vegades hauria parlat amb Roberto Longhi. A Espanya, Artemisia va ser publicat per Edicions Càtedra l'any 1992.
Cinquanta anys més tard, el 1999, l'escriptora francesa Alexandra Lapierre afronta, de nou amb una novel·la, la fascinació enigmàtica de la vida d'Artemisia, i ho fa a partir d'un estudi extremadament escrupolós de la biografia i del context històric que li serveix de fons. L'anàlisi psicològica que es llegeix entre línies, per comprendre la relació entre l'Artemisia dona i l'Artemisia pintora, acaba per utilitzar, com un leitmotiv, la relació, feta d'un afecte que troba difícil expressar-se i d'una rivalitat professional latent entre pare i filla. Aquesta novel·la, amb el títol d'Artemisia, ha estat editada l'any 1999 per Editorial Planeta, i per Planeta DeAgostini el 2000 i 2006.
Artemisia, i més específicament el seu quadre Degollament d'Holofernes, són esmentats en l'obra de Wendy Wasserstein de l'any 1988, The Heidi Chronicles, on el personatge principal, Heidi, imparteix classes sobre ella com a part del seu curs d'història de l'art sobre pintores. Al final de l'obra, Heidi adopta una filla que anomena Judy, que n'és almenys una referència parcial a la pintura.
El 1989, Maria Àngels Anglada va publicar la seva novel·la Artemisia, sobre aquesta mateixa figura; posteriorment, s'ha reeditat el 1995 i el 1999.
La dramaturga canadenca Sally Clark va escriure una obra de teatre basada en els esdeveniments que van dur a la violació, així com els posteriors. Life Without Instruction va ser un encàrrec del Teatre Nightwood el 1988. Es va treballar el 1990, sota la direcció de Kate Lushington i Jackie Maxwell. Life Without Instruction es va estrenar al Teatre Plus de Toronto el 2 d'agost de 1991.
Cal esmentar, finalment, entre les obres publicades a Espanya, Artemisia Gentileschi, de Rauda Jamis, Circe Edicions, 1998.
De més recent aparició és la novel·la de Susan Vreeland titulada The Passion of Artemisia, que torna a fer una lectura feminista de la seva obra, i sembla que vol aprofitar-se del recent èxit de les novel·les històriques sobre una obra d'art i el seu autor.
Discutibles, per les mateixes raons, són els resultats als quals ha arribat la cineasta francesa Agnès Merlet, amb la seva pel·lícula Artemisia (1997), protagonitzada per Valentina Cervi. Es basa només en part de la vida de la pintora, però es representa de manera inadequada la relació entre Tassi i Artemisia, com un apassionat romanç en lloc d'una violació.
Dintre del gènere documental, ja s'havia rodat, l'any 1992, Artemisia, producció canadenca per televisió.

## Obres
| Quadre                          | Títol | Data          | Mida              | Localització                                                              |
| ------------------------------- | --- | ------------- | ----------------- | ------------------------------------------------------------------------- |
|                                 | Judit i la seva serventa Abra amb el cap d'Holofernes                                                           | 1607-1610 ca. | 130 x 99 cm.      | Collezione Fabrizio Lemme. Roma.                                          |
| Mare de Déu amb Nen             | Mare de Déu amb Nen                                                                                             | 1609-1610     | 118 X 86 cm.      | Palazzo Pitti. Florència.                                                 |
|                                 | Susanna i els vells                                                                                             | 1610-1611     | 170 x 119 cm.     | Schönborn Sammlug. Pommersfelden.                                         |
| Mare de Déu amb Nen             | Mare de Déu amb Nen                                                                                             | 1610-1611     | 116,5 X 86,5 cm.  | Galleria Spada. Roma.                                                     |
| Dànae                           | Dànae | 1612 ca.      | 40,5 X 52,5 cm.   | Saint Louis art Museum. Saint Louis.                                      |
|                                 | Cleòpatra | 1611-1612     | 118 x 181 cm.     | Collezione Amedeo Morandorri. Milà. També atribuïda a son pare.           |
|                                 | Judit decapita Holofernes                                                                                       | 1612-1613     | 158,8 x 125,5 cm. | Museo nazionale di Capodimonte. Nàpols.                                   |
|                                 | Autoretrat com a llautista                                                                                      | 1613-1617     | 30 x 28 cm        | Curtis Galleries. Minneapolis.                                            |
|                                 | Maria Magdalena en èxtasi                                                                                       | 1613-1620     | 81 x 105 cm       | Col·lecció particular.                                                    |
|                                 | Minerva | 1615 ca.      | 131 x 103 cm      | Sopraintendenza alle Gallerie. Florència.                                 |
| Autoretrat com a màrtir         | Autoretrat com a màrtir                                                                                         | 1615          | 32 X 24,7 cm.     | Col·lecció privada.                                                       |
|                                 | Al·legoria de la Inclinació                                                                                     | 1615-1616     | 152 x 61 cm       | Casa Buonarotti. Florència.                                               |
|                                 | Magdalena penitent                                                                                              | 1615-1616     |                   | Col·lecció privada (abans a la Marc A. Seidner Collection de Los Angeles) |
|                                 | Maria Magdalena                                                                                                 | 1615-1616     | 146,5 x 108 cm    | Galleria Palatina, Palazzo Pitti. Florència.                              |
|                                 | Judit amb la seva serventa                                                                                      | 1618-1619     | 14 x 93,5 cm      | Galleria Palatina, Palazzo Pitti. Florència.                              |
|                                 | Santa Caterina d'Alexandria                                                                                     | 1618-1619 ca. | 77 x 62 cm        | Galleria degli Uffizi. Florència.                                         |
| Jael i Sisserà                  | Jael i Sisserà                                                                                                  | 1620          | 86 X 125 cm.      | Szépmuvészeti Múzeum. Budapest.                                           |
| Cleòpatra                       | Cleòpatra | 1620          | 97 X 71,5 cm.     | Fondazione Cavallini-Sgarbi. Ferrara.                                     |
| Santa Cecília                   | Santa Cecilia                                                                                                   | 1620          | 92 X 72 cm.       | Col·lecció privada. Trento.                                               |
|                                 | Santa Caterina d'Alexandria                                                                                     | 1620 ca.      |                   | El Paso Museum of Art. El Paso.                                           |
|                                 | Al·legoria de la Pintura                                                                                        | 1620-1630 ca. | 95,5 x 133 cm     | Musée de Tessé. Le Mans.                                                  |
|                                 | Judit decapita Holofernes                                                                                       | 1620-1621 ca. | 199 x 162,5 cm.   | Galleria degli Uffizi. Florència.                                         |
|                                 | Retrat de gonfaloner                                                                                            | 1622          | 208 x 128 cm.     | Collezione comunale d'arte, Palazzo d'Accursio. Bolonya.                  |
|                                 | Susanna i els vells                                                                                             | 1622          | 162,5 x 121,9 cm. | The Burghley House Collection. Stamford (Lincolnshire).                   |
|                                 | Susanna i els vells                                                                                             | 1622          |                   | Museo civico. Bassano del Grappa.                                         |
|                                 | Josep i l'esposa de Putifar                                                                                     | 1622-1623 ca. | 231,8 x 195 cm    | Fogg Art Museum. Cambridge (Massachusetts).                               |
|                                 | Lucrècia | 1623-1625 ca. | 54 x 51 cm.       | Gerolamo Etro. Milà.                                                      |
|                                 | Maria Magdalena com a Malenconia                                                                                | 1625 ca.      | 122 x 96 cm.      | Catedral, Sala del Tesoro. Sevilla.                                       |
|                                 | Maria Magdalena com a Malenconia                                                                                | 1625 ca.      | 136,3 x 100,6 cm. | Museo Soumaya. Ciutat de Mèxic.                                           |
| Judit amb la seva cambrera      | Judit amb la seva cambrera                                                                                      | 1640-1645     | 235 x 172 cm.     | Musée de la Castre. Canes                                                 |
| Judit amb la seva cambrera      | Judit amb la seva cambrera                                                                                      | 1625-1627     | 182,2 X 142,2 cm. | Detroit Institute of Arts. Detroit                                        |
|                                 | Venus dormida                                                                                                   | 1625-1630     | 94 x 144 cm.      | Barbara Piasecka Johnson Foundation. Princeton (New Jersey).              |
|                                 | Magdalena penitent                                                                                              | 1627-1629     | 100 x 73 cm.      | Museo Correale di Terranova. Sorrento.                                    |
|                                 | Ester davant Assuer                                                                                             | 1628-1635     | 208,3 × 273,7 cm. | Metropolitan Museum of Art. Nova York.                                    |
|                                 | Anunciació | 1630          | 257 x 179 cm.     | Museo nazionale di Capodimonte. Nàpols.                                   |
|                                 | Clio, la musa de la Història                                                                                    | 1632          | 127,6 x 97,2 cm.  | Palazzo Giuli. Pisa.                                                      |
|                                 | Aurora |               | 218 x 146 cm.     | Col·lecció particular. Roma.                                              |
| Naixement de Sant Joan Baptista | Naixement de Sant Joan Baptista                                                                                 | 1633-1635     | 184 X 158 cm.     | Museo del Prado. Madrid.                                                  |
|                                 | Cleòpatra | 1633-1635 ca. | 117 x 175,5 cm.   | Col·lecció particular. Roma.                                              |
|                                 | David i Betsabé                                                                                                 | 1635 ca.      | 265,4 x 209,6 cm. | Neues Palais. Potsdam.                                                    |
|                                 | Samsó i Dalila                                                                                                  | 1635 ca.      | 205 x 168 cm.     | Palazzo Zevallos Stigliano. Nàpols.                                       |
|                                 | Lot i les seves filles                                                                                          | 1635-1638 ca. | 230,5 x 183 cm.   | The Toledo Museum of Art. Toledo (Ohio).                                  |
|                                 | Corisca i el sàtir                                                                                              | 1636-1637     | 155 x 210 cm.     | Col·lecció particular L. Pedicini. Nàpols.                                |
|                                 | Sant Gener a l'amfiteatre de Pozzuoli                                                                           | 1636-1637 ca. | 300 x 200 cm.     | Cattedrale. Pozzuoli.                                                     |
|                                 | Sants Pròcul i Nicea                                                                                            | 1636-1637 ca. | 300 x 200 cm.     | Cattedrale. Pozzuoli.                                                     |
|                                 | Adoració dels Reis                                                                                              | 1636-1637 ca. | 308 x 205 cm.     | Cattedrale. Pozzuoli.                                                     |
|                                 | David i Betsabé                                                                                                 | 1636-1638 ca. | 265,4 x 209,6 cm. | Columbus Museum of Art. Columbus (Ohio).                                  |
|                                 | Crist i la samaritana                                                                                           | 1637          | 267,5 x 206 cm.   | Col·lecció particular.                                                    |
|                                 | Autoretrat | 1637          | 98 x 74,5         | Museo nazionale d'arte antica, Palazzo Barberini. Roma.                   |
|                                 | Autoretrat com a al·legoria de la pintura                                                                       | 1638-1639 ca. | 96,5 x 73,7 cm.   | Kensington Palace. Londres.                                               |
|                                 | Venus abraça Cupido                                                                                             | 1640-1650 ca. | 121 x 160 cm      | Col·lecció particular.                                                    |
|                                 | Al·legoria de la Pau i les Arts sota la protecció de la Corona anglesa En col·laboració amb Orazio Gentileschi. | 1638-1639 ca. | 892 x 1070 cm.    | Marlborough House. Londres.                                               |
|                                 | Lucrècia Atribuït per Mary Garrard; fins llavors, atribuït a Massimo Stanzione                                  | 1642-1643     | 206 x 182 cm.     | Museo nazionale di Capodimonte. Nàpols.                                   |
|                                 | Santa Caterina d'Alexandria                                                                                     | 1645 ca.      | 76 x 60 cm        | Col·lecció particular.                                                    |
|                                 | Violació de Lucrècia                                                                                            | 1645-1650 ca. | 261 x 226 cm      | Neues Palais. Potsdam.                                                    |
| Susanna i els vells             | Susanna i els vells                                                                                             | 1649          | 205 x 168 cm      | Moravska Galerie. Brno.                                                   |
|                                 | Al·legoria de la Retòrica                                                                                       | 1650 ca.      | 90 x 72 cm        | Robilant + Voena. Milà i Londres.                                         |
|                                 | David i Betsabé                                                                                                 | 1645-1650 ca. | 286 x 214 cm      | Palazzo Pitti. Florència.                                                 |
|                                 | Mare de Déu i Nen amb rosari                                                                                    | 1651          | 58 x 50 cm        | Monasterio de San Lorenzo del Escorial.                                   |